# Testament (film, 2023)
Pour plus de détails, voir Fiche technique et Distribution.
Testament est un film québécois réalisé par Denys Arcand, sorti en 2023.
Il est présenté en première mondiale au Festival du film francophone d’Angoulême.

## Synopsis
Se posant en « moraliste sceptique », Denys Arcand explore dans Testament des sujets de société assez controversés allant de la rectitude politique aux questions identitaires.
Le film raconte l'histoire de Jean-Michel, un archiviste pré-retraité qui cherche ses repères face aux nombreux changements qui traversent la société québécoise. La directrice de sa maison de retraite est aux prises avec un sit-in organisé par de jeunes activistes qui dénoncent comme raciste une fresque de son établissement représentant la rencontre entre Jacques Cartier et les Mohawks. L'affaire est saisie par les médias et remonte jusqu'au gouvernement où la ministre responsable intime à sa fonctionnaire de régler le problème. À ce thème principal se greffent diverses situations oscillant entre le loufoque et le tragique : remise de prix littéraires tous plus invraisemblables les uns que les autres, décès sous les yeux du pré-retraité d'un ami foudroyé par une crise cardiaque, remplacement des livres de la bibliothèque par des jeux vidéo, changement de genre d'un ou d'une colocataire, déchirement familial qui mine en secret la directrice, discours truffé de langue de bois de la ministre en chambre...

## Réception
Lise Gauvin voit en Denys Arcand un Molière moderne, qui fait avec humour « le portrait d’une société dont il explore les travers, les incohérences et les excès ».
En mettant en scène l'idéologie woke portée par de jeunes manifestants en regard de protagonistes septuagénaires, le film prête volontairement le flanc à la polémique, s'attirant les éloges de critiques marqués à droite, tel Mathieu Bock-Côté, et des réactions diamétralement opposées. Comme le note le critique de Radio-Canada « Le regard sur le monde du personnage de Rémy Girard peut d’ailleurs brusquer ceux et celles qui brandissent avec verve certaines convictions. L’environnement, le yoga, l’identité de genre, l’inclusion des diversités culturelles, les bienfaits de la méditation : les sujets polarisants s’additionnent dans Testament. »

## Fiche technique
- Titre original : Testament
- Réalisation et scénario : Denys Arcand
- Direction artistique : François Séguin
- Décors : François Séguin
- Costumes : Anne-Karine Gauthier
- Photographie : Claudine Sauvé
- Design sonore : Marie-Claude Gagné
- Montage : Arthur Tarnwoski
- Production : Denise Robert
- Sociétés de production : Cinémaginaire
- Sociétés de distribution : TVA Films[7]
- Pays d'origine :  Canada
- Langues de tournage : français, anglais
- Tournage : 
  - Québec : Montréal, Lachine et Québec[8]
- Genre : comédie dramatique
- Durée : 115 minutes au Canada
- Dates de sortie :
  -  : 26 août 2023 (Festival du film francophone d'Angoulême)[9], 22 novembre 2023 (sortie nationale)
  -  Québec : 5 octobre 2023[2]

## Distribution
- Rémy Girard : Jean-Michel Bouchard
- Sophie Lorrain : Suzanne Francoeur
- Marie-Mai Bouchard : Flavie[10]
- Caroline Néron : la ministre de la Santé
- Katia Gorshkova : Vera Ivanovic, l'archiviste serbe
- Charlotte Aubin : la fille de Suzanne
- Edgar Bori : un ami de Jean-Michel
- Yves Jacques : le directeur des Beaux-arts
- Robert Lepage : le sous-ministre de la Culture
- Gaston Lepage : un des deux peintres
- Louis-José Houde : l'autre peintre
- Guillaume Lambert : Lucas Labelle-Hamel
- Alexandra McDonald : Kathy Ford
- René Richard Cyr : le ministre de la Culture
- Johanne-Marie Tremblay
- Pierre Curzi
- Geneviève Schmidt
- Marcel Sabourin
- Clémence DesRochers[11]

## Distinctions

### Lauréat
Prix Aurore 2024
- Pire film (deuxième prix du pire film décerné à Denys Arcand, après Le Règne de la beauté)
- Pire scène
- Prix WTF (c'était nécessaire?)

### Sélections
- Festival du film francophone d'Angoulême
- Festival de cinéma de la ville de Québec[12]